# N-2-naftylaniline
N-2-naftylaniline is een organische verbinding met als brutoformule C16H13N. De stof komt voor als een witte tot grijze vaste stof, die onoplosbaar is in water.

## Toepassingen
De voornaamste toepassing van N-2-naftylaniline is als antioxidant in Semtex, een plastisch explosief materiaal. Verder kent het nog toepassingen als stabilisator.

## Toxicologie en veiligheid
N-2-naftylaniline reageert met oxiderende stoffen. Ze ontleedt bij verbranding, met vorming van giftige en corrosieve dampen.
De stof is matig irriterend voor de ogen, de huid en de luchtwegen. N-2-naftylaniline is door het IARC ingedeeld in klasse 3, wat betekent dat de stof niet onder te brengen is voor wat betreft de carcinogeniciteit voor de mens.